# José Luis Ayala
José Luis Ayala (ur. 10 maja 1967) – meksykański zapaśnik w stylu klasycznym. Zajął 25 miejsce w mistrzostwach świata w 1997 roku. Dwukrotny srebrny (1997,98) medalista mistrzostw panamerykańskich. Na igrzyskach Ameryki Środkowej i Karaibów w 1998 roku wywalczył srebrny medal stylu klasycznym.